# Политика толеранције (холандско право)
Политика толеранције (хол. gedoogbeleid, толеранција у закону) у контексту холандског права најчешће се односи на неспровођење одређених закона. Холандска влада толерише неке прекршаје. Ове политике су често изазване тензијама између уговорних обавеза и унутрашње политике. Политика толеранције може бити резултат неспособности извршних органа да спроводе одређене законе, али може бити и свестан избор ако се закон или његово спровођење сматрају бескорисним, док је измена или укидање дотичног закона превише политички осетљива.

Толеранција може бити активна, пасивна или селективна. 
- Активна или изричита толеранција евидентирана је одлуком о толеранцији у којој се грађанин може суштински информисати о дозвољеном понашању. Ако још није могуће издати декрет о толеранцији, тада је могуће службено толерисање.
- У случају пасивног или прећутног толерисања, управно тело је свесно кршења закона, али не предузима никакве мере и не предузима било какве мере извршења.
- Селективна толеранција одвија се само на оперативном нивоу, што даје извршиоцима простора да ефикасније делују против понашања сметњи. Превенција нежељеног понашања и минимизирање штетности за животну средину су најважнији разлози за то.

## Политика лаких дрога
Политика дрога у Холандији добро је познат пример политике толеранције. Формално је свако ко поседује било какву количину дроге кажњив, али полиција (и јавно тужилаштво) не поступа против трговине меким дрогама која се одвија у постојећим кафићима и ако постоји мала количина за личну употребу. Употреба подразумева максимално 5 грама када је у питању нпр. канабис. За кафиће се толерише количина од највише 500 грама, у случају кршења дозвољене количине кафић може се затворити. На овај начин покушавају да одрже раздвајање између трговине лаком и тешком дрогом и на тај начин спрече лаке дроге од криминализације што је више могуће. Неизбежан проблем је испорука трговачких страна преко такозваних "задњих врата" (хол. achterdeur).
„Поседовање највише три до пет биљака конопљa у башти обично се не процесуира, али се ове биљке такође могу запленити. У пракси, ако се неко добровољно одрекне горе наведених количина корисника, у пракси се неће покренути кривично гоњење. Ако је полиција приморана да одузме јер власник одбије добровољну предају, jавнo тужилаштво ће често процесуирати, без обзира на количину."
У политици толеранције постоји прекретница: број кафића је опао са 884 у 1999. години на 666 у 2009. години, на 573 у 2016. години. Постоји 101 општина са кафићима. Постоји 105 општина које још увек толеришу продавнице супстанци. У 4 општине нема продавница, али би се уклапала у политику. Више од две трећине општина има политику нулте толеранције. Скоро четвртина има максималну толеранцију.
Институт Тримбос утврдио је да је холандски канабис порастао за 2 еура по граму између 2006. и 2009. године. Најјача варијанта је такође порасла у цени. То би могло бити последица могућег интензивирања гајења канабиса.

## Јавна интоксикација
Још један познати пример политике толеранције је поступање са јавном интоксикацијом од стране службеника за спровођење закона. Иако се ради о кривичном делу, извршење се врши само ако дође до поремећаја мира, неугодности и/или опасности по животну средину. Уобичајена је пракса да се опојна особа позове кући, а не да се вербализује. Исто се односи и на људе који возе бицикл под дејством алкохола.